# Књажеска канцеларија
Књажеска канцеларија је служила као лична канцеларија кнеза Милоша Обреновића. Основана је 1815. године за време Другог српског устанка.
Око 1820. у саставу Канцеларије је установљено Инострано одељење које је руководило спољним пословима. Године 1833. Књажеска канцеларија је била подељена на два одељења: Инострано и Внутрено. Поред ова два одељења формирано је и Судбено као касациона инстанца.
Године 1839. прописано је Устројство Књажеске канцеларије. На челу Канцеларије се налазио књажески „мјестобљуститељ, представник“ који је у исто време био попечитељ (министар) иностраних дела и члан Совјета. Он је замењивао књаза у вршењу његових послова када је књаз био ван земље или је био спречен.